# Краплемір
Краплемір (стандартний) – стандартна скляна піпетка, внутрішній діаметр випускного отвору якої рівний 0,6 мм, а зовнішній 3 мм, що використовується для дозування невеликих об’ємів рідин в краплях.  Використовується в аптекарській практиці для вимірювання об’єму рідин до кількох мілілітрів, зазначених в рецептах в краплях, а також отруйних, сильнодіючих та інших лікарських засобів в формі рідини, прописаних в незначних кількостях.

## Фізичні основи
Маса краплі {\displaystyle m}, що відриваються під дією власної ваги з круглого отвору, залежить від поверхневого натягу рідини і  площі краплетвірної поверхні:
{\displaystyle m=2\pi R\sigma /g},
де {\displaystyle m} — маса краплі, кг; {\displaystyle R} — радіус зовнішнього кола випускної трубки, м; {\displaystyle \sigma } — поверхневий натяг рідини, н/м; {\displaystyle g} — прискорення вільного падіння, м/с2.
Слід зазначити, що в загальному маса краплі також залежить також від форми отвору, з якого витікає крапля, швидкості припливу рідини до отвору (від тиску, під яким витікає рідина), чистоти поверхні відриву, ступеня наповнення рідиною тощо. Тому під час роботи з краплеміром потрібно ретельно дотримуватися відповідних правил.
При відкрапуванні  1 мл рідин стандартним краплеміром за температури 20 0С виходять так звані «стандартні краплі», розміри яких наведені в таблиці. 
Таблиця. Кількість крапель у 1 г та в 1 мл і маса 1 краплі рідких лікарських засобів за температури 20 °С за стандартним краплеміром.
| Лікарський засіб                     | Кількість крапель в 1 г | Кількість крапель в 1 мл | Маса однієї краплі, мг |
| ------------------------------------ | ----------------------- | ------------------------ | ---------------------- |
| Адонізид                             | 35                      | 34                       | 29                     |
| Валідол                              | 54                      | 48                       | 19                     |
| Вода очищена                         | 20                      | 20                       | 50                     |
| Дигален-нео                          | 29                      | 31                       | 34                     |
| Екстракт жостеру рідкий              | 39                      | 40                       | 26                     |
| Ефір медичний                        | 87                      | 62                       | 11                     |
| Кислота хлористоводнева розведена    | 20                      | 21                       | 50                     |
| Кордіамін                            | 29                      | 29                       | 34                     |
| Лантозид                             | 56                      | 50                       | 18                     |
| Олія м'яти перцевої                  | 51                      | 47                       | 20                     |
| Настойка валеріани                   | 56                      | 51                       | 18                     |
| Настойка беладони                    | 46                      | 44                       | 22                     |
| Настойка конвалії                    | 56                      | 50                       | 18                     |
| Настойка м'яти перцевої              | 61                      | 52                       | 16                     |
| Настойка полину                      | 56                      | 51                       | 18                     |
| Настойка прополісу                   | 45                      | 35                       | 22                     |
| Настойка собачої кропиви             | 56                      | 51                       | 18                     |
| Настойка блювотного горіха           | 56                      | 50                       | 18                     |
| Нашатирно-анісові краплі             | 58                      | 50                       | 17                     |
| Розчин адреналіну гідрохлориду 0,1 % | 25                      | 25                       | 40                     |
| Розчин аміаку                        | 56                      | 49                       | 18                     |
| Розчин йоду спиртовий 5 %            | 49                      | 48                       | 20                     |
| Розчин калію ацетату                 | 29                      | 29                       | 34                     |
| Розчин нітрогліцерину 1 %            | 65                      | 53                       | 15                     |
| Розчин ретинолу ацетату олійний      | 45                      | 41                       | 22                     |
| Етанол 95 %                          | 65                      | 62                       | 15                     |
| Етанол 90 %                          | 62                      | 51                       | 16                     |
| Етанол 70 %                          | 56                      | 50                       | 18                     |
| Етанол 40 %                          | 47                      | 45                       | 21                     |
| Фенол рідкий                         | 36                      | 38                       | 27                     |
| Хлороформ                            | 59                      | 87                       | 17                     |

Прийнято вважати, що за температур 15-20 0С  розмір краплі практично не змінюється.

## Порядок роботи з краплеміром
Краплемір має бути очищений від забруднення та жиру з допомогою хромової суміші. Після очищення його необхідно промити дистильованою водою та висушити.
При користуванні стандартним краплеміром необхідно дотримувати таких вимог:
- краплемір повинен розміщуватися чітко вертикально, краще в штативі, для попередження випадкових струшувань
- дозування з краплеміра повинно відбуватися під впливом сили ваги без надлишкового тиску на рідину
- під час дозування необхідно стежити за чистотою поверхні відриву краплі.